# Karin Burneleit
Karin Burneleit (República Democrática Alemana, 18 de agosto de 1943), también llamada Karin Krebs, es una atleta alemana retirada especializada en la prueba de 1500 m, en la que consiguió ser campeona europea en 1971.

## Carrera deportiva
En el Campeonato Europeo de Atletismo de 1971 ganó la medalla de oro en los 1500 metros, con un tiempo de 4:09.62 segundos que fue récord de los campeonatos y del mundo, llegando a meta por delante de las atletas también alemanas Gunhild Hoffmeister y Ellen Tittel (bronce).
Tres años después, en el Campeonato Europeo de Atletismo en Pista Cubierta de 1974 ganó la plata en la misma prueba, llegando a meta tras la búlgara Tonka Petrova.